# Pseudoscopelus odontoglossum
Pseudoscopelus odontoglossum és una espècie de peix de la família dels quiasmodòntids i de l'ordre dels perciformes.

## Etimologia
Pseudoscopelus prové dels mots grecs pseudes (fals) i skopelos (un peix llanterna), mentre que odontoglossum deriva dels mots també grecs odont- (dent) i glosso (llengua) en referència a la presència de dents ben desenvolupades en els ossos de la llengua.

## Descripció
El cos, allargat, fa 7 cm de llargària màxima. 21-24 radis tous a les dues aletes dorsal i 21-24 a l'anal. 12-13 radis tous a les aletes pectorals i 1 espina i 5 radis tous a les pelvianes. 37 vèrtebres (de les quals, 18 són preanals). Línia lateral no interrompuda.

## Hàbitat i distribució geogràfica
És un peix marí i batipelàgic (entre 325 i 2.700 m de fondària), el qual viu a la placa del Pacífic entre 28°N-24°S i 154°W-139°E.

## Observacions
És inofensiu per als humans i el seu índex de vulnerabilitat és baix (10 de 100).